# تتو (گروه موسیقی)
تتو (روسی:Татu, ) نام یک گروه موسیقی دونفرهٔ روسی است که در سال ۱۹۹۹ توسط ایوان شاپووالوف بنیان گذاشته‌شد. گروه از دو عضو اصلی لنا کاتینا و یولیا ولکوا شکل گرفته است. نام گروه آن‌ها خلاصه شدهٔ جملهٔ روسی Ta lyubit Tu می‌باشد که معنای این دختر آن دختر را دوست دارد است. پیش از این، کاتینا و ولکوا به عنوان یک زوج همجنس‌گرا معرفی می‌شدند، اما مستند سال ۲۰۰۳ آن‌ها، تشریح تتو، نشان داد که این موضوع تنها بخشی از تبلیغات گروه بوده است و این مطلب صحت ندارد. ولکوا در این رابطه گفت: او (مدیر برنامه) ما را به عنوان یک زوج لزبین معرفی کرد. ما می‌خواستیم تا مردم آن‌ها را درک کنند و آن‌ها را مورد انتقاد قرار ندهند. آن‌ها به اندازه بقیه آزادی دارند.
در سال ۲۰۰۴، بعد از آن‌که آن‌ها از تهیه‌کننده‌شان جدا شدند وقفه‌ای در فعالیت‌های آن‌ها پیش آمد. در ۲۰۰۵، آلبوم‌های خطرناک و در حرکت و لایودی اینولیدی را منتشر کردند. در ۲۰۰۶، تتو یک آلبوم تلفیقی را عرضه کرد و سپس، ریسک قطع مذاکره با یونیورسال میوزیک را پذیرفت. سومین آلبوم استودیویی روسی آن‌ها با عنوان Upravleniye Otbrosami در آوریل ۲۰۰۸ عرضه شد، و سومین آلبوم استودیویی انگلیسی‌شان، مدیریت هرز، انتظار می‌رود که به عنوان موسیقی متن فیلم یافتن تتو عرضه شود. این دو نفر موفقیت جهانی خود را با اولین تک‌آهنگ انگلیسی زبان خود به نام «تمام چیزهایی که او گفت» (All the Things she said) به‌دست آوردند.
این گروه تاکنون موفق به فروش ۱۰ میلیون نسخه آلبوم در سرتاسر جهان شده؛ و همچنین پرفروش‌ترین گروه موسیقی در روسیه می‌باشد.
در مارس ۲۰۱۱ گروه تتو منحل شد.

## اعضای گروه

### لنا کاتینا
لنا کاتینا بزرگ‌ترین فرزند سرگئی وازی لیویچ کاتین یک آهنگساز مشهور موسیقی پاپ در روسیه و انیسا ویسولودونا کاتینا است. خواهر کوچکتر او پدر دیگری دارد و برادر کوچکترش هم از مادر دیگری به‌دنیا آمده است. لنا تربیت مذهبی داشته به کلیسای ارتدوکس روسیه معتقد است.

#### تحصیلات لنا
- ۱۹۹۹–۲۰۰۱:ابتدایی؛ دبیرستان مقدماتی
- ۱۹۹۲–۱۹۹۹:آموزش پیانو در مدرسه شبانه‌روزی موسیقی
- ۲۰۰۱ تا به امروز:دانشجوی دانشگاه مسکو در رشته روان‌شناسی

### یولیا ولکوا
جولیا هم‌اکنون صاحب دو فرزند دختر و پسر است. دختر او ویکتوریا نام دارد و نام پدر این دختر پاول سیدوروف است. ویکتوریا در تاریخ ۲۳ سپتامبر سال ۲۰۰۴ به دنیا آمده است. پسر یولیا در ۲۷ دسامبر ۲۰۰۷ به دنیا آمد. نام پدر او اولگ ولکوا است.

#### تحصیلات یولیا
- ۱۹۹۲–۱۹۹۶:دبیرستان
- ۱۹۹۳–۲۰۰۰:دبیرستان موسیقی (پیانو)
- ۱۹۹۶–۲۰۰۰:دبیرستان ارشد
- ۲۰۰۰ تا به امروز:مدرسه موسیقی مسکو؛ گرایش آواز

## آلبوم‌شناسی

### آلبوم‌ها
آلبوم‌های استودیویی (به زبان روسی)

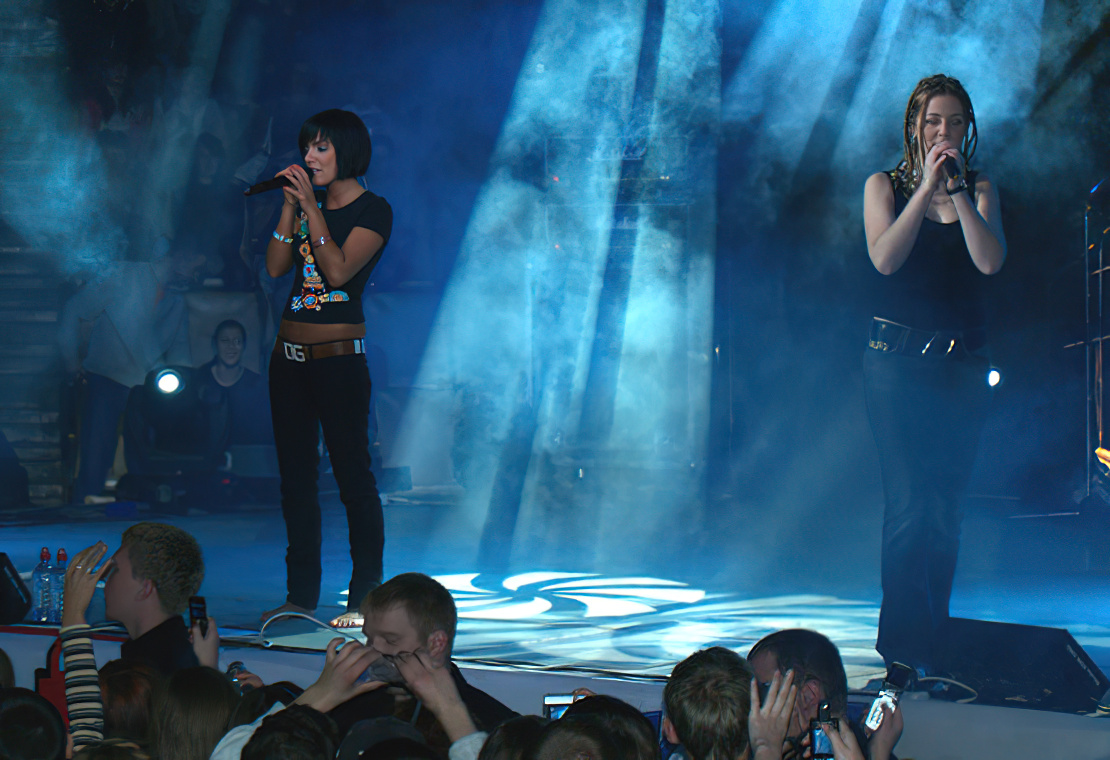
گروه موسیقی تاتو

- 200Po Vstrechnoy (دویست پو وسترچنوی ) (۲۰۰۱)
- Lyudi Invalidy (لایودی اینولیدی) (۲۰۰۵)
- Vesyolye Ulybki (مدیریت هرز) ۲۰۰۸)

آلبوم‌های استودیویی (به زبان انگلیسی)
- (۲۰۰ کیلومتر بر ساعت در مسیر اشتباه) (۲۰۰۲)
- Dangerous and Moving (خطرناک و در حرکت) (۲۰۰۵)
- Waste Management (مدیریت هرز) (۲۰۰۹)

آلبوم‌های تلفیقی
- t.A.T.u. Remixes (رمیکس‌های تتو) (۲۰۰۳)
- The Best (بهترین‌ها) (۲۰۰۶)
- Waste Management Remixes (رمیکس‌های مدیریت هرز) (۲۰۱۱)